# Küstenbatterie Ny-Hellesund

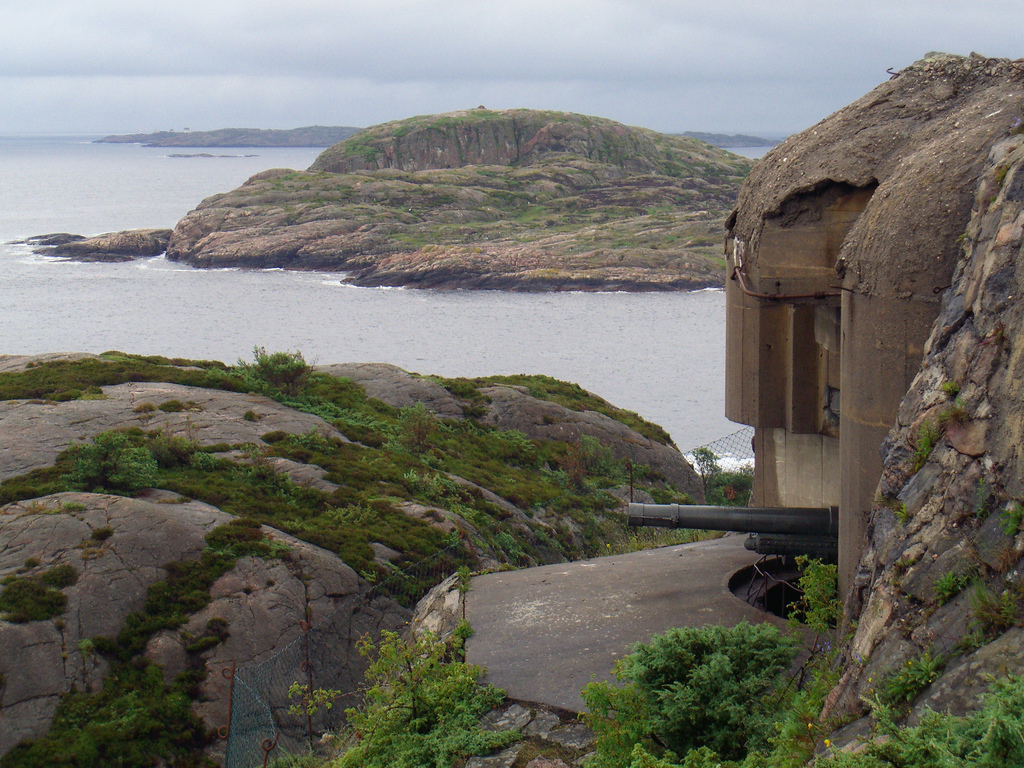
Küstenstellung Ny-Hellesund

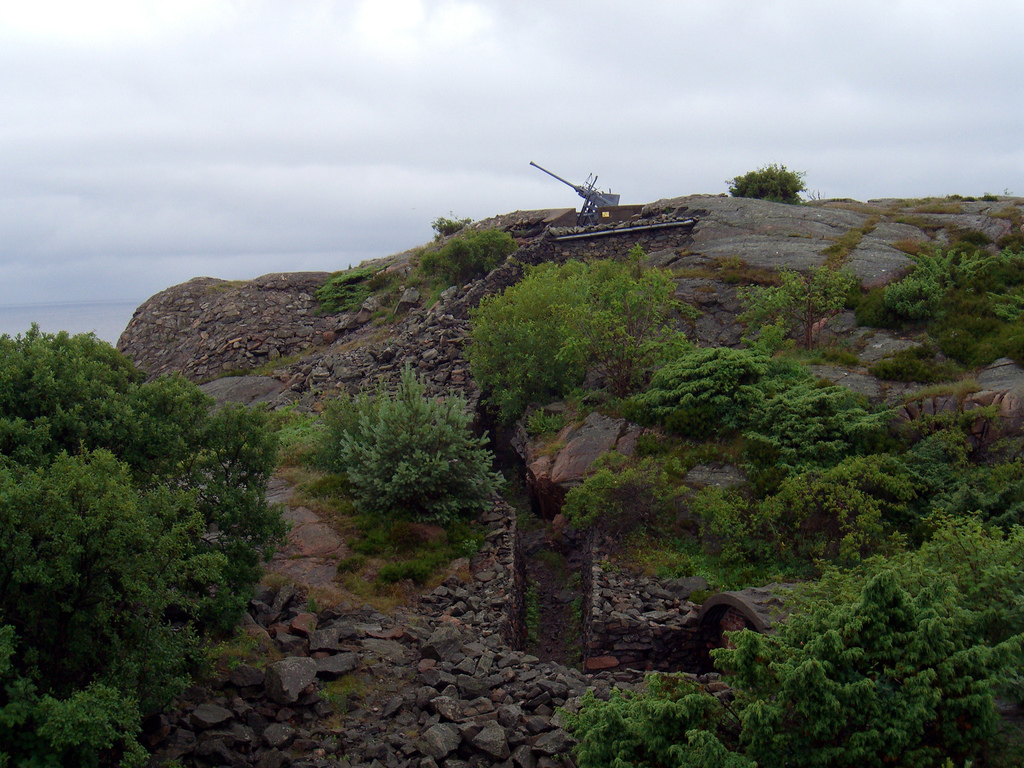
Küstenstellung Ny-Hellesund

Die Küstenbatterie Ny-Hellesund ist eine teilweise erhaltene deutsche Stellung aus dem Zweiten Weltkrieg auf der norwegischen Insel Helgøya in der ehemaligen Kommune Søgne im Fylke Agder.

## Geschichte
Während des Zweiten Weltkriegs errichteten die deutschen Besatzungstruppen auf Helgøya eine Küstenstellung. Die Arbeiten begannen 1942 und wurden wesentlich von russischen Kriegsgefangenen ausgeführt. Mit der Anlage sollten der Küstenverkehr und die westliche Einfahrt zum Hafen nach Kristiansand geschützt werden.
Die Befestigungsanlagen wurden ursprünglich „Norges Lille Gibraltar“ (Norwegens kleines Gibraltar) genannt. Die Stellung war mit 150 Soldaten besetzt. Es waren vier 10,5-cm-Küstenartilleriegeschütze K 331 (f) vorhanden, die eine Reichweite von etwa 12 Kilometern hatten. Zum Eigenschutz gab es Maschinengewehre, zwei 4,7-cm-Panzerabwehrgeschütze, vier 5-cm-Granatwerfer, zwei 2-cm-Flugabwehrgeschütze und zehn eingegrabene Flammenwerfer. Darüber hinaus war die Stellung mit einem Radar FuMO 215 „Scheer“, zwei 150-cm-Suchscheinwerfern und drei 60-cm-Suchscheinwerfern ausgestattet. Große Teile der Insel sind mit Tunneln durchzogen. Insgesamt wurden 31 Holzgebäude und 26 Bunker errichtet.
Der Stab des Heeres-Küsten-Artillerie-Regiments z.b.V. 439 wurde am 27. Januar 1942 durch den Wehrkreis II aufgestellt. Nach Erreichen der Feldverwendungsbereitschaft am 15. Februar 1942 wurde der Stab nach Norwegen verlegt. Am 6. Januar 1943 wurde der Stab zum Heeres-Küsten-Artillerie-Regiment 979 umgegliedert. Ihm unterstanden nun drei Abteilungsstäbe (aus Stab Heeres-Küsten-Artillerie-Abteilung 493 und 497 sowie der Untergruppe Vanse) sowie 17 Batterien. Die Küstenbefestigung Ny-Hellesund war die 21. Batterie.
Im Mai 1945 wurde die Küstenfestung durch 1852 Landminen geschützt, die sowohl auf Helgøya als auch auf Kapelløya ausgelegt worden waren. Zwischen den Minenfeldern befanden sich mehrere Kilometer Stacheldrahtzäune mit zusätzlichen Zäunen rund um die Radarstation und den Geschützstellungen.
Die Befestigung wurde 1945 nach Kriegsende aufgegeben, viele Gebäude wurden abgerissen sowie Ausrüstung und Einrichtungen entfernt. 1987 wurde mit den Restaurierungsarbeiten an den noch verbliebenen Objekten begonnen. Drei 10,5-cm-M/13-Schneider-Geschütze sind wieder aufgestellt. Die Schützengräben und Tunnel sind gesichert und instandgesetzt.
Der öffentliche Zugang zur Insel ist kostenlos. Der Bootstransport von Høllen nach Helgøya dauert etwa 20 Minuten. Diese Bootsroute ist bei Bedarf das ganze Jahr über in Betrieb.